# Red Bull Powertrains
Red Bull Powertrains (zkráceně RBPT) je výrobce motorů pro monoposty Formule 1, který má sídlo v Anglii. Vznikl v roce 2021 převzetím motorů a jejich vývoje od Hondy pro roky 2022 a následující.
Honda oznámila záměr nepokračovat ve Formuli 1 po sezóně 2021, nicméně nadále spolupracuje s týmy, kterým RBPT dodává motory. V roce 2022 Honda sestavuje pohonné jednotky a poskytuje podporu a zázemí v garážích a během závodů, od 2023 toto kompletně převezme RBPT. Pohonné jednotky nadále zůstávají duševním vlastnictvím Hondy a vzhledem ke zmrazení vývoje motorů v F1 na nich RBPT ani nic dalšího vyvíjet nebude.

## Historie
Japonská automobilka Honda se rozhodla odejít z Formule 1 po sezóně 2021. V únoru 2021 došlo k dohodě mezi Hondou a Red Bull Advanced Technologies o exkluzivním dodavatelství motorů pro Formuli 1 s počátkem sezóny 2022. Red Bull si bude motory nakupovat, přejmenuje je na Red Bull Powertrains a bude je dodávat dvěma týmům, které aktuálně v šampionátu působí – Red Bullu a AlphaTauri. Tím se stane prvním soukromým dodavatelem motorů ve Formuli 1 od roku 2013, kdy naposledy dodávala motory společnost Cosworth.
Dne 23. dubna 2021 byl oznámen technický ředitel, stal se jím Ben Hodgkinson, který od roku 2017 působil jako vedoucí inženýr u Mercedes AMG High Performance Powertrains a pracoval zde 20 let. Dne 6. května Red Bull oznámil příchod dalších 5 lidí z motorárny Mercedesu: Steve Blewett (ředitel výroby pro pohonnou jednotku Red Bull), Omid Mostaghimi (šéf oddělení motoru, elektroniky a rekuperace), Pip Clode (šéf mechanické konstrukce pro rekuperaci), Anton Mayo (vedoucí konstrukce spalovací jednotky) a Steve Brodie (vedoucí provozu pro spalovací motory).

## Kompletní výsledky ve Formuli 1
| Legenda k tabulce | Legenda k tabulce                                                                       |
| Barva             | Výsledek                                                                                |
| ----------------- | --------------------------------------------------------------------------------------- |
| Zlatá             | Vítěz                                                                                   |
| Stříbrná          | 2. místo                                                                                |
| Bronzová          | 3. místo                                                                                |
| Zelená            | Bodované umístění                                                                       |
| Modrá             | Nebodované umístění                                                                     |
| Modrá             | Dokončil neklasifikován (NC)                                                            |
| Fialová           | Odstoupil (Ret)                                                                         |
| Červená           | Nekvalifikoval se (DNQ)                                                                 |
| Červená           | Nepředkvalifikoval se (DNPQ)                                                            |
| Černá             | Diskvalifikován (DSQ)                                                                   |
| Bílá              | Nestartoval (DNS)                                                                       |
| Bílá              | Závod zrušen (C)                                                                        |
| Světle modrá      | Pouze trénoval (PO)                                                                     |
| Světle modrá      | Páteční testovací jezdec (TD)                                                           |
| Bez barvy         | Netrénoval (DNP)                                                                        |
| Bez barvy         | Vyřazen (EX)                                                                            |
| Bez barvy         | Nepřijel (DNA)                                                                          |
| Bez barvy         | Odvolal účast (WD)                                                                      |
| Bez barvy         | Nezúčastnil se (prázdné)                                                                |
| Označení          | Význam                                                                                  |
| Tučnost           | Pole position                                                                           |
| Kurzíva           | Nejrychlejší kolo                                                                       |
| †                 | Jezdec nedojel do cíle, ale byl klasifikován, protože odjel více než 90 % délky závodu. |
| ‡                 | Byl udělován poloviční počet bodů, protože bylo odjeto méně než 75 % délky závodu.      |
| Horní index       | Umístění bodujících jezdců ve sprintu                                                   |

| Rok  | Tým                    | Šasi | Motor             | Jezdci           | 1   | 2   | 3   | 4   | 5   | 6   | 7   | 8   | 9   | 10  | 11   | 12  | 13  | 14  | 15  | 16  | 17  | 18  | 19  | 20  | 21  | 22  | 23 | Body | Poř. |
| 2022 |                        |      |                   |                  | BHR | SAU | AUS | EMI | MIA | ESP | MON | AZE | CAN | GBR | AUT  | FRA | HUN | BEL | NLD | ITA | SGP | JPN | USA | MXC | SAP | ABU |    |      |      |
| ---- | ---------------------- | ---- | ----------------- | ---------------- | --- | --- | --- | --- | --- | --- | --- | --- | --- | --- | ---- | --- | --- | --- | --- | --- | --- | --- | --- | --- | --- | --- | -- | ---- | ---- |
| 2022 | Oracle Red Bull Racing | RB18 | RBPTH001 1.6 V6 t | Sergio Pérez     | 18† | 4   | 2   | 23  | 4   | 2   | 1   | 2   | Ret | 2   | Ret5 | 4   | 5   | 2   | 5   | 6   | 1   | 2   | 4   | 3   | 75  | 3   |    | 759  | 1.   |
| 2022 | Oracle Red Bull Racing | RB18 | RBPTH001 1.6 V6 t | Max Verstappen   | 19† | 1   | Ret | 1   | 1   | 1   | 3   | 1   | 1   | 7   | 21   | 1   | 1   | 1   | 1   | 1   | 7   | 1   | 1   | 1   | 61  | 1   |    | 759  | 1.   |
| 2022 | Scuderia AlphaTauri    | AT03 | RBPTH001 1.6 V6 t | Pierre Gasly     | Ret | 8   | 9   | 12  | Ret | 13  | 11  | 5   | 14  | Ret | 15   | 12  | 12  | 9   | 11  | 8   | 10  | 18  | 14  | 11  | 14  | 14  |    | 35   | 9.   |
| 2022 | Scuderia AlphaTauri    | AT03 | RBPTH001 1.6 V6 t | Júki Cunoda      | 8   | DNS | 15  | 7   | 12  | 10  | 17  | 13  | Ret | 14  | 16   | Ret | 19  | 13  | Ret | 14  | Ret | 13  | 10  | Ret | 17  | 11  |    | 35   | 9.   |
| 2023 |                        |      |                   |                  | BHR | SAU | AUS | AZE | MIA | MON | ESP | CAN | AUT | GBR | HUN  | BEL | NLD | ITA | SGP | JPN | QAT | USA | MXC | SAP | LAS | ABU |    |      |      |
| 2023 | Red Bull Racing        | RB19 | RBPTH001 1.6 V6 t | Max Verstappen   | 1   | 2   | 1   | 23  | 1   | 1   | 1   | 1   | 1   | 1   | 1    | 1   | 1   | 1   | 5   | 1   | 12  | 1   | 1   | 1   | 1   | 1   |    | 860  | 1.   |
| 2023 | Red Bull Racing        | RB19 | RBPTH001 1.6 V6 t | Sergio Pérez     | 2   | 1   | 5   | 1   | 2   | 16  | 4   | 6   | 32  | 6   | 3    | 2   | 4   | 2   | 8   | Ret | 10  | 45  | Ret | 43  | 3   | 4   |    | 860  | 1.   |
| 2023 | Scuderia AlphaTauri    | AT04 | RBPTH001 1.6 V6 t | Júki Cunoda      | 11  | 11  | 10  | 10  | 11  | 15  | 12  | 14  | 19  | 16  | 15   | 10  | 16  | DNS | Ret | 12  | 15  | 8   | 12  | 96  | 18† | 8   |    | 25   | 8.   |
| 2023 | Scuderia AlphaTauri    | AT04 | RBPTH001 1.6 V6 t | Nyck de Vries    | 14  | 14  | 15† | Ret | 18  | 12  | 14  | 18  | 17  | 17  |      |     |     |     |     |     |     |     |     |     |     |     |    | 25   | 8.   |
| 2023 | Scuderia AlphaTauri    | AT04 | RBPTH001 1.6 V6 t | Daniel Ricciardo |     |     |     |     |     |     |     |     |     |     | 13   | 16  | PO  | PO  | PO  | PO  | PO  | 15  | 7   | 13  | 14  | 11  |    | 25   | 8.   |
| 2023 | Scuderia AlphaTauri    | AT04 | RBPTH001 1.6 V6 t | Liam Lawson      |     |     |     |     |     |     |     |     |     |     |      |     | 13  | 11  | 9   | 11  | 17  |     |     |     |     |     |    | 25   | 8.   |

Poznámky
- * – Aktuálně probíhající sezóna.
- † – Odstoupil před dokončením závodu, ale protože absolvoval více než 90 % délky závody, pak byl klasifikován.